# Połczyn-Zdrój (gmina)
Pour la ville, voir Połczyn-Zdrój.
Połczyn-Zdrój est une gmina mixte du powiat de Świdwin, Poméranie occidentale, dans le nord-ouest de la Pologne. Son siège est la ville de Połczyn-Zdrój, qui se situe environ 23 km à l'est de Świdwin et 108 km à l'est de la capitale régionale Szczecin.
La gmina couvre une superficie de 343,71 km2 pour une population de 15 531 habitants en 2016.

## Géographie
Outre la ville de Połczyn-Zdrój, la gmina inclut les villages de Bolkowo, Borkowo, Borucino, Bronówko, Bronowo, Brusno, Brzękowice, Brzozowica, Buślarki, Buślary, Czarnkowie, Dobino, Dziwogóra, Gaworkowo, Gawroniec, Głażówka, Grabno, Gromnik, Grzybnica, Imienko, Jaźwiny, Jelonki, Kapice, Karsin, Karwie, Kłokówko, Kłokowo, Kocury, Kołacz, Kołaczek, Łąkówko, Łęgi, Łężek, Lipno, Łośnica, Międzyborze, Milice, Niemierzyno, Nowe Borne, Nowe Ludzicko, Nowe Resko, Nowy Toporzyk, Ogartówko, Ogartowo, Ogrodno, Ostre Bardo, Ostrowąs, Pasieka, Plebanówka, Połczyńska, Popielawy, Popielewice, Popielewko, Popielewo, Porąbka, Prosno, Przyrówko, Przyrowo, Redło, Rzęsna, Sękorady, Skarbimierz, Słowianki, Smogorze, Stare Resko, Strosławiec, Sucha, Szeligowo, Toporzyk, Tychówko, Wardyń Dolny, Wardyń Górny, Widów, Zaborze, Zajączkówko, Zajączkowo, Zdroiska, Zdroje et Żołędno.
La gmina borde les gminy de Barwice, Białogard, Czaplinek, Ostrowice, Rąbino, Świdwin, Tychowo et Złocieniec.